# Rio Budiu
O Rio Budiu é um rio da Romênia afluente do Rio Mureş, localizado no distrito de Mureş.